# بخش مرکزی شهرستان قشم
بخش مرکزی، یکی از بخش‌های شهرستان قشم در استان هرمزگان ایران است. مرکز این بخش، شهر قشم است. مردم شهر قشم ، سنی مذهب هستند. علاوه بر آن مردم درگهان، لافت و رمکان هم اهل سنت هستند. تمامی ساکنان بخش مرکزی و جزیره قشم از اهل سنت هستند.

## تقسیمات کشوری
- بخش مرکزی شهرستان قشم
  - دهستان حومه
  - دهستان رمکان
  - دهستان لارک

شهرها: قشم ، درگهان ، لافت ، رمکان

## جمعیت
بر پایه سرشماری عمومی نفوس و مسکن در سال ۱۳۹۵، جمعیت بخش مرکزی شهرستان قشم برابر با ۱۰۵٬۳۷۶ نفر بوده‌است.